# Квинтер, Сэнфорд
Сэнфорд Квинтер (англ. Sanford Kwinter) — писатель и теоретик архитектуры, родившийся в Канаде и проживающий в Нью-Йорке, а также соучредитель издательства Zone Books. Квинтер является профессором теории и критики в Институте Пратта. Ранее он работал доцентом в Университете Райса в Хьюстоне, Техас, а также преподавал в Массачусетском технологическом институте, Колумбийском университете, Корнеллском университете, Политехническом институте Ренсселера и в Высшей школе дизайна Гарвардского университета.
Получив степень доктора сравнительного литературоведения в Колумбийском университете, Квинтер читал лекции в Гарвардском университете, Венском университете прикладных искусств (Universität für angewandte Kunst Wien), Институте Берлаге в Роттердаме, Архитектурной ассоциации в Лондоне и Штедельшуле во Франкфурте. За последние двадцать лет его публикации стали пионерами новых идей в искусстве, архитектуре, точных и гуманитарных науках. Он много писал по философским вопросам, связанным с дизайном, архитектурой и урбанизмом, а также принимал участие в серии конференций и публикаций, созванных журналом ANY в период с 1991 по 2000 год..

## Книги
- ZONE 1/2: The Contemporary City (1986) MIT Press.
- ZONE 6: Incorporations (1992) MIT Press.
- Architectures of Time: Toward a Theory of the Event in Modernist Culture (2001) MIT Press. ISBN 0-262-61181-3
- Far from Equilibrium: Essays on Technology and Design Culture (2008) Actar Press. ISBN 84-96540-64-2
- Requiem: For the City at the End of the Millennium (2010) Actar Press. ISBN 978-84-92861-20-0